# Iodosphaeria
Iodosphaeria är ett släkte av svampar. Iodosphaeria ingår i familjen Iodosphaeriaceae, ordningen kolkärnsvampar, klassen Sordariomycetes, divisionen sporsäcksvampar och riket svampar.
| Iodosphaeria | \| \| Iodosphaeria ripogoni \| \| \| \| |
|              | \| \| Iodosphaeria ripogoni \| \| \| \| |
|              | Iodosphaeria ripogoni                   |
|              |                                         |

|  | Iodosphaeria ripogoni |
|  |                       |